# آرثر بول (لاعب كريكت)
آرثر بول (28 أبريل 1878 في المملكة المتحدة - 11 أبريل 1955 في نيوزيلندا) (بالإنجليزية: Arthur Poole)‏ هو لاعب كريكت نيوزلندي.

## وصلات خارجية
- آرثر بول على موقع إي آس بي آن كريك إنفو (الإنجليزية)